# Domingo Porretti
Domenico Porretti (Sora, 1709-Madrid, 23 de enero de 1783) fue un compositor y violonchelista italiano del periodo barroco afincado en España desde 1734. Se casó con la hija de Giacomo Facco, el primer violín en la corte de España y uno de los principales músicos italianos al servicio de los Bourbons. Su hija Maria Del Pilar Joaquina Porretti se casó conLuigi Boccherini.
Era profesor y concertista, pero sobre todo un compositor, junto con la Sonata para cuatro violonchelos, escribió 24 conciertos para violonchelo. Hasta la fecha, se guardan dos sonatas, en Sol Mayor y en el Re Mayor, y un concierto en Sol Mayor.
A la actividad de músico se unió la de empresario exitoso. Por decreto real, se le asignó el suministro de pan para la ciudad de Madrid y los materiales de construcción de la Real Fábrica de Porcelana del Buen Retiro. 
Falleció en 1784, fue enterrado en el convento de los Trinitarios descalzos en Madrid.